# Чідово
Чідово (рос. Чидово) — присілок у Лодєйнопольському районі Ленінградської області Російської Федерації.
Населення становить 7 осіб. Належить до муніципального утворення Альоховщинське сільське поселення.

## Історія
Згідно із законом від 20 вересня 2004 року № 63-оз належить до муніципального утворення Альоховщинське сільське поселення.

## Населення
| 1910 | 1997 | 2007 | 2010 | 2014 | 2015 | 2016 |
| ---- | ---- | ---- | ---- | ---- | ---- | ---- |
| 27   | ↗32  | ↘14  | ↗15  | ↘9   | ↘8   | ↘7   |